# Avantair
Avantair était une compagnie aérienne américaine, basée dans le New Jersey.
Elle n'effectuait pas des vols réguliers mais des vols à la commande, sur la destination voulue par l'acheteur. Ainsi pour l'avion complet, sur un an (800 h de vol), elle le louait 6 080 000 de dollars environ, en plus d'un loyer mensuel.
Elle a commandé ferme en novembre 2005, 36 Piaggio Avanti II qui ont été livrés entre 2005 et 2007/8. Le montant du contrat a été évalué à plus de 230 M$ (194 M€).
Sa flotte comprend déjà 21 Avanti (ancien modèle) dont elle a commandé 40 au total. Elle prévoyait à terme une flotte de 80 turbopropulseurs.

## Flotte
- 56 x Piaggio P180 Avanti
- 1 x IAI-1125 Astra